# Saxifraga forrestii
Saxifraga forrestii är en stenbräckeväxtart som beskrevs av Adolf Engler och Irmsch.. Saxifraga forrestii ingår i Bräckesläktet som ingår i familjen stenbräckeväxter. Inga underarter finns listade i Catalogue of Life.